# Huttérisme
Ne doit pas être confondu avec Hussitisme.
Pour d'autres dénominations chrétiennes proches, voir Amish, Quaker ou Mennonisme.

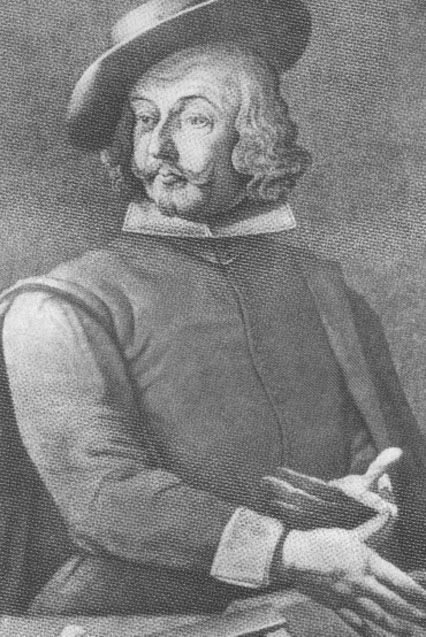
Jakob Hutter.

Le huttérisme est un mouvement chrétien anabaptiste né dans le Tyrol au XVIe siècle. Ce groupe ethno-religieux issu de l'anabaptisme prend ses racines de la Réforme radicale au XVIe siècle, à l'instar des mennonites et des amish. L'un des plus grands foyers anabaptistes au XVIe siècle se situe en Moravie, où les fidèles sont tolérés par une partie de la noblesse. Aujourd'hui ce mouvement subsiste surtout au Canada (pour les trois-quarts) et aux États-Unis (pour un quart) où environ 50 000 adeptes vivent en circuit fermé dans des communautés agricoles. Ils parlent un dialecte allemand, le huttérien. Ils se sont divisés en deux groupes : les vieux huttérites et les nouveaux huttérites, ces derniers ayant été excommuniés par les premiers.

## Origines du mouvement
Le mouvement a ses origines dans la fondation d'une communauté anabaptiste en 1528 à Austerlitz (Moravie) par Jacob Hutter. Les huttérites s'efforcent de vivre en conformité avec le christianisme du Nouveau Testament, ce qu'ils font en rejetant toute forme de violence, y compris celle en situation de « légitime » défense. Se référant à Actes II, 42-47, ils avaient décidé de mettre en commun leurs biens afin de pouvoir subsister : il s'agit d'entraide et pas d'une véritable communauté de production.
En 1535, la répression s'abat sur eux. L'archiduc Ferdinand d'Autriche impose à la noblesse morave de les chasser. Pendant des mois, ils se cachent dans les forêts et les cavernes. Les fermes collectives huttérites sont détruites. Hutter retourne au Tyrol où il est pris et exécuté le 26 février 1536.
De 1536 à 1542, l'autorité au sein de la communauté est exercée par Hans Amon. Peter Riedemann est à l'époque un théologien important, auteur de deux témoignages de la foi qui sont devenus des classiques du mouvement huttérite.

## Organisation de la communauté

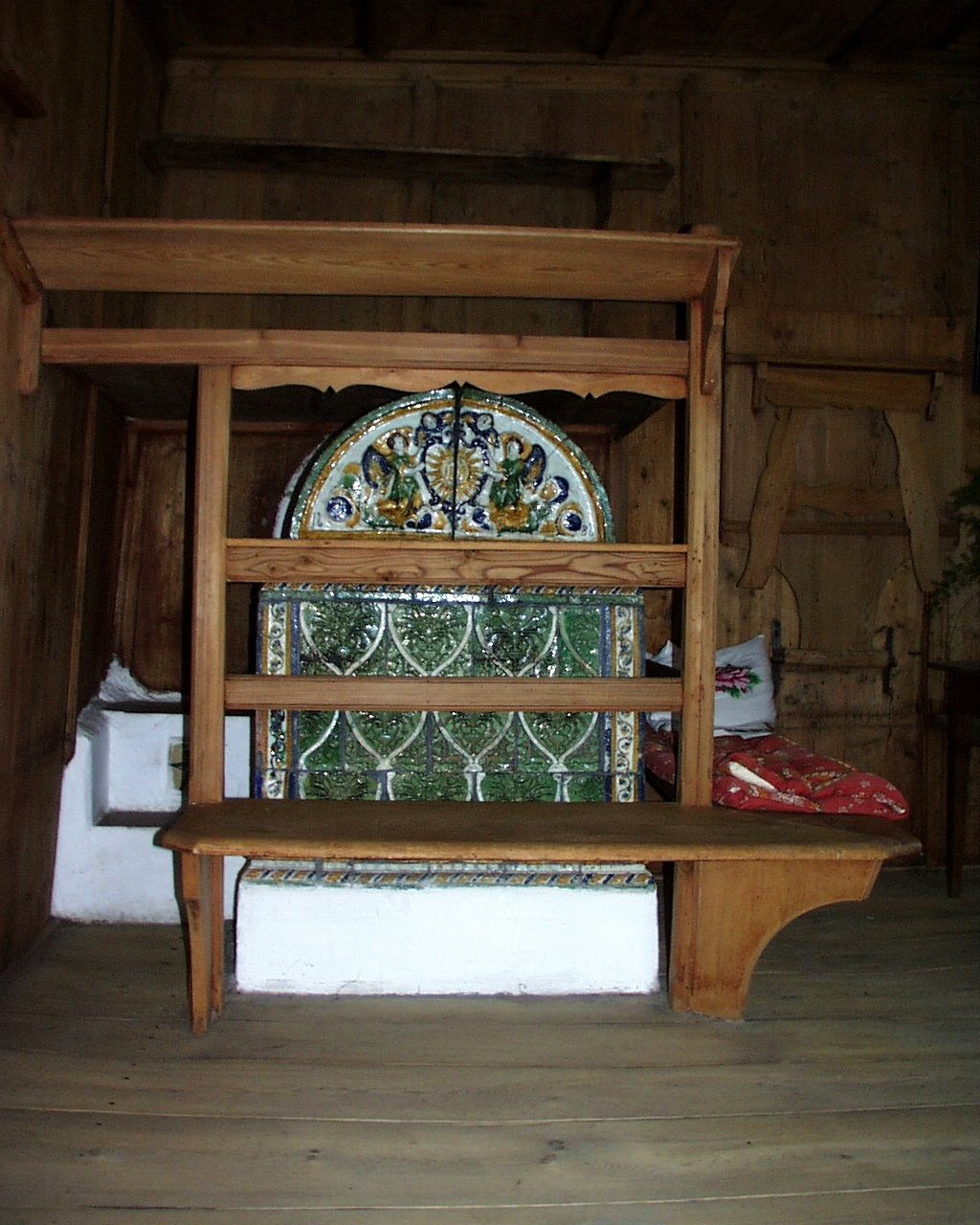
Intérieur de ferme huttérite du XVIe siècle dans le Tyrol du Sud.

Les huttérites se distinguent des autres anabaptistes par la pratique de la communauté de biens. Du simple partage du début de leur histoire, ils ont évolué vers une mise en commun de la propriété et de la production. La vie quotidienne se fait en commun. Les repas sont pris ensemble. L'éducation des enfants est également le souci de tous. Mis à part l'aspect religieux, on retrouve ce genre de vie à l'époque contemporaine à des degrés divers dans les kolkhozes ou les kibboutz, mais aussi récemment dans certains mouvement charismatiques et pentecôtistes.

### Principes huttérites
Quatre motivations sont à l'origine de cette mise en commun :
- l'idée que la communauté des fidèles rétablit un état paradisiaque où la propriété est absente
- elle est à l'image de l'amour fraternel qui unit le Père et le Fils
- elle s'appuie sur un principe mystique, la résignation, par laquelle le fidèle ne peut plus désirer posséder et s'abandonne à la Providence.
- enfin c'est la destruction de tous les désirs égoïstes des hommes.

### Communauté de biens
Les huttérites prennent modèle de la communauté de biens de l'Église primitive. Chaque nouveau fidèle huttérite remet ses biens aux anciens. Si un frère meurt, ses instruments de travail et son linge reviennent à la communauté. Cette dernière pourvoit ses membres en nourriture, vêtements et logement. Les huttérites vivent ensemble dans des fermes collectives, qui accueillent en moyenne trois cents personnes à l'époque (aujourd'hui au maximum deux cents). Elles comprennent des lieux d'habitation mais aussi des pièces pour les différentes activités artisanales, une salle d'école, une cuisine et des entrepôts. Chaque ferme est dirigée par un ancien, économe responsable de la discipline et de l'ordre économique.
En 1545, les huttérites possédaient 21 fermes. Elles étaient 25 en 1547 et 57 en 1589. La plupart se trouvaient en Moravie du Sud, en particulier dans la région de Brno (Brünn).
Chaque groupe avait son maître qui surveillait le travail, procurait la matière première et s'occupait de la vente des produits. La production se faisait souvent en circuit fermé. Les matières premières étaient fournies par les coreligionnaires. Les prix étaient bas car les frères huttérites n'étaient pas payés. Leur efficacité leur assurait une réelle prospérité économique qui suscita la jalousie.
Cette prospérité rendit possible l'accueil de nouveaux fidèles. Le prosélytisme huttérite était important au XVIe siècle.

## Représentants huttériens 1533–1762
- Jacob Hutter 1500–1536,
- Hanns Amon (Bavière) 1536–1542,

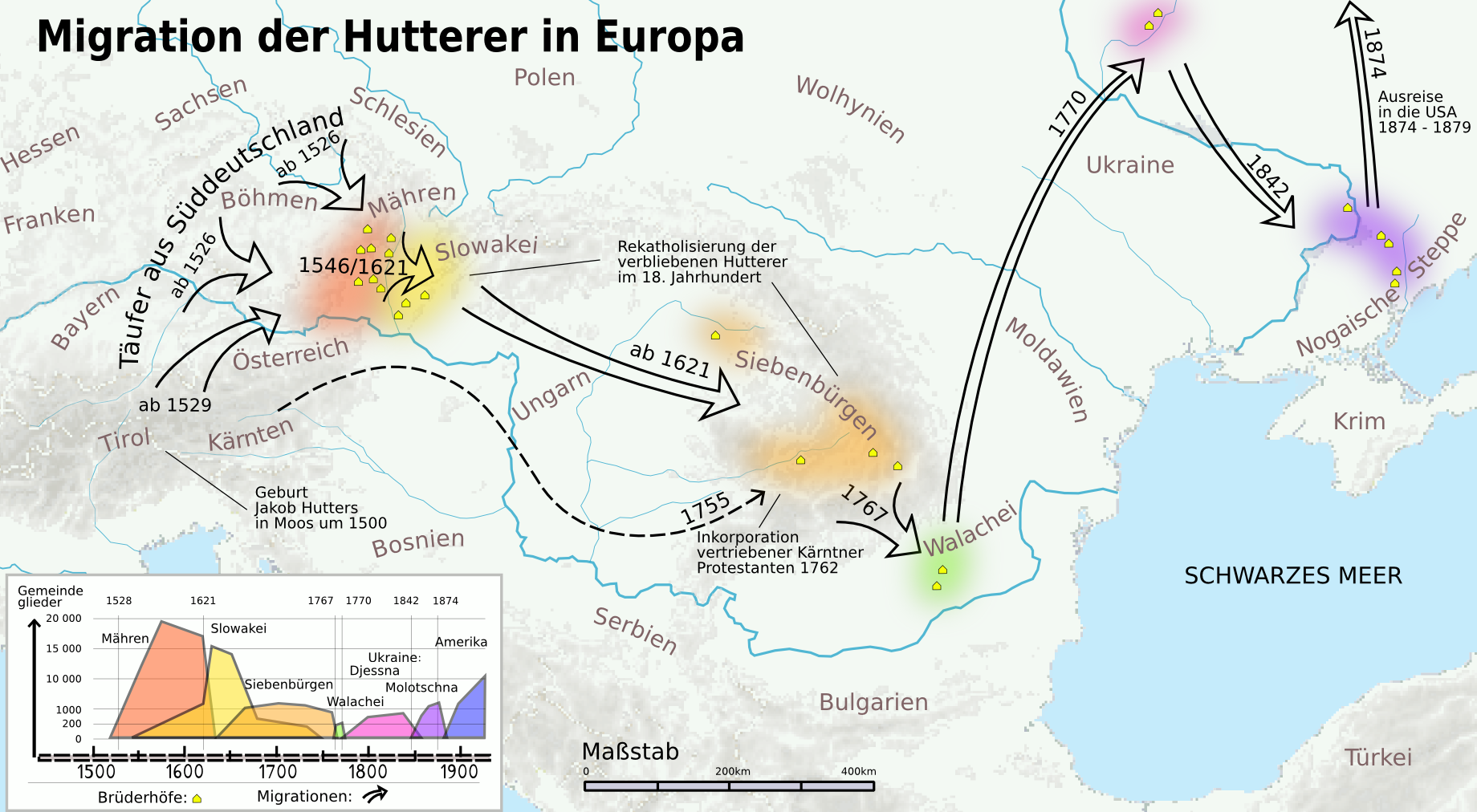
Migrations européennes des Huttéristes.

- Leonhardius Lanzenstil (Bavière) actif vers 1542–1565,
- Peter Riedemann (né en Silésie) 1542–1565,
- Andreas Ehrenpreis (de) (vers 1589-1662),
- Tobias Bersch 1694–1701,
- Jakob Wolman 1724–1734,
- Jergl Frank 1734–1746,
- Heinrich Müller, assassiné en 1762 dans un cloître par des prêtres catholiques[réf. nécessaire],

### Autres
- Peter Rideman (1506-1556),
- Peter Walpot (de) (1518-1578),
- Kaspar Braitmichel (de) (?1520-1573), auteur de la première chronique connue de l'huttérisme (morave)
- Zacharias Walther 1746–1761, qui abandonne la vie selon les principes huttériens pour rejoindre l'Église catholique,
- Johannes Waldner (de) (1749-1824), Klein-Geschichtbuch
- Jakob Walter (Sabatisch) 1824–1855,
- Jörg Waldner 1846–1857,
- Michel Waldner 1876–1889...

## Moravie (1528–1622)

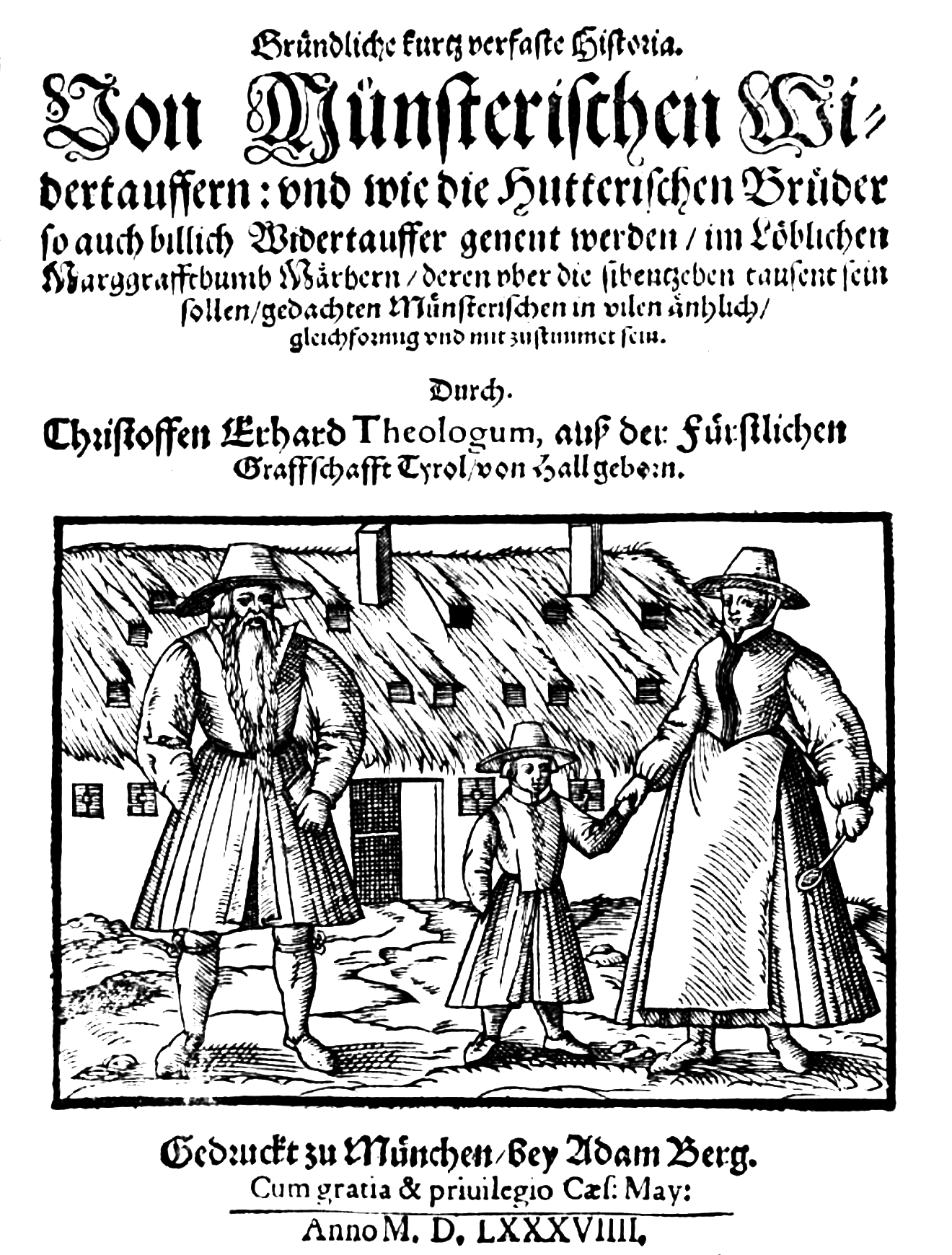
La Vie communautaire "belle et biblique" des huttérites (1589).

Les anabaptistes pourchassés parviennent à s'installer dans des lieux isolés où ils peuvent jouir d'une certaine tolérance. La plupart s'installent en Moravie, où leurs talents et leur diligence sont reconnus. Dans la pratique, le magraviat de Moravie est régi jusqu'en 1620 par une oligarchie nobiliaire qui pratique une certaine tolérance religieuse, à l'inverse de la plupart des terres de l'Empire des Habsbourg. Les anabaptistes trouvent refuge dans les terres des Liechtenstein, des Zierotin, des Leipa, des Boskowitz, des Kaunitz (de) et des Waldstein. Une des premières implantations des huttérites de Moravie se trouve à Mikulov (Nikolsburg), où Balthazar Hubmaïer (1480-1528) avait trouvé refuge en 1526 pour en faire un foyer de la Réforme radicale. Une dispute théologique a lieu sur la légitimité de l'usage de la violence, provoquant la scission du jeune mouvement anabaptiste entre Schwertler (partisans du glaive) et Stäbler (non-violents). Ces derniers quittent Nikolsburg en 1528 pour Austerlitz où ils fondent la première communauté de frères anabaptistes non-violents (Bruderhof). Une année plus tard, Jacob Hutter se rend pour la première fois dans cette communauté. Il fait venir d'autres anabaptistes en Moravie dans les années suivantes. Cette communauté s'agrandit et fonde vers 1530 une communauté-sœur non loin à Butschowitz. Pendant l'hiver 1530-1531, ces partisans de Hutter sont au nombre de six cents membres adultes. Après des conflits internes, cent cinquante membres du groupe s'installent en janvier 1531 sous la conduite de Wilhelm Reublin (de) (ver 1484-1559) à Auspitz. Ils nouent des liens étroits avec les gabriélites (partisans de Gabriel Ascherham (de) (?-1545)) et les philippites (partisans de l'anabaptiste Philipp Plener (de) (vers 1500-1545)) qui y sont établis en communautés. En octobre, ils choisissent Jacob Hutter pour diriger leur communauté, et ainsi deviennent la première cellule du mouvement. Hutter fait venir d'autres adeptes et consolide la jeune communauté, qui devient ainsi un modèle de production communautaire où les biens sont mis en commun comme dans les toutes premières communautés chrétiennes face à l'adversité. Après sa mort, c'est Peter Riedemann qui codifie les règles et la pratique communautaire, tant matériellement que spirituellement.
Le mouvement huttérite connaît une période florissante jusqu'à la Guerre de Trente Ans. En particulier les années entre 1563 et 1592 constituent l'apogée de l'anabaptisme communautaire de Moravie. Les chroniques huttérites évoquent « les bonnes années » de cette époque, ou l'« âge d'or ». Ils pratiquent alors le prosélytisme et les conversions sont nombreuses, tandis que leur nombre s'accroît aussi par leur fécondité. Ils font profiter à la communauté non seulement de leur dons d'agriculteurs, mais aussi de leurs talents d'artisans. Ils sont également horlogers, brasseurs, forgerons, verriers, potiers, fileurs, câbleurs, mineurs et même médecins ; toutes ces professions n'existent plus en leur sein aujourd'hui. Les médecins huttérites étaient fort considérés et leurs écoles renommées, si bien qu'elles accueillaient aussi des enfants d'autres confessions protestantes. Les communautés comptent alors quatre-vingts centres pour vingt mille membres. Leurs fermes dépendent de lieux communautaires.
Pendant la Guerre de Trente Ans, les fermes des huttérites sont convoitées par les seigneurs locaux. Les chroniques des huttérites rapportent, qu'entre le mois de juillet et le mois d'octobre 1619 seulement, ce sont vingt-neuf communautés (Bruderhöfe) qui sont pillées et détruites par les troupes impériales. Ils doivent se cacher souvent dans les forêts et les cavernes pendant ces assauts. Ces cavernes sont alors spécialement aménagées et reliées entre elles, pour les abriter pendant ces vagues de pillage, avec des entrées dissimulées. En 1622, l'empereur Ferdinand II interdit leur mouvement communautaire et ils ont quatre semaines pour quitter le territoire. C'est ainsi que commence une longue errance qui va durer trois siècles.

## Basse-Autriche (1538–1622)
Quelques huttérites fondent dans le Weinviertel en Basse-Autriche une petite communauté au nord de Steinebrunn. La famille de Fünfkirchen qui avait hérité du comté de Falkenstein est représentée à l'époque par Jean III de Fünfkirchen et son fils Jean-Bernard; ceux-ci sont eux-mêmes des disciples de Jacob Hutter et ils font de leur seigneurie un havre pour les huttérites en fuite; mais en 1539 les soldats de Ferdinand s'attaquent à la population et déportent une partie des hommes vers Trieste, un certain nombre de ces derniers peuvent néanmoins s'enfuir et retrouver leur foyer. En dépit des difficultés, les huttérites s'y fixent jusqu'au début des années 1620. Après la bataille de la Montagne-Blanche (1620), les huttérites de Steinbrunn doivent s'installer ailleurs et ils fuient en Haute-Hongrie. L'histoire des huttérites en Basse-Autriche et en Moravie méridionale proche est présentée au Musée des Huttéristes de Niedersulz (de) de Niedersulz (Basse-Autriche) et à l'exposition permanente sur les huttérites du château de Falkenstein.

## Haute-Hongrie et Transylvanie

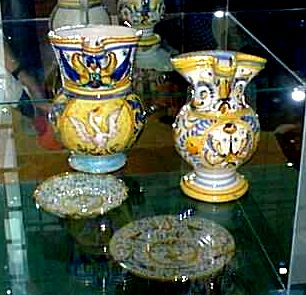
Céramique produite par des anabaptistes huttérites (les habans).

Au cours du XVIe siècle, des communautés de frères huttérites se forment en Haute-Hongrie (en Slovaquie aujourd'hui) qui appartenaient alors à la couronne de Hongrie. Les communautés les plus importantes se trouvent à Sabatisch (Sobotište aujourd'hui), à St. Johann et à Großschützen. La première maison communautaire de Sabatisch est formée en 1546. Les membres de la noblesse terrienne hongroise qui sont passés au calvinisme ou au luthéranisme accueillent favorablement ces huttérites qui peuvent exploiter et coloniser leurs terres dépeuplées. Leurs talents d'artisans sont aussi reconnus. À l'époque, les huttérites de Haute-Hongrie sont appelés les « habans » (Habaner en allemand). La faïence qu'ils produisent et dont ils sont passés maîtres est qualifiée jusqu'à aujourd'hui de faïence des habans (Habanerfayencen).
Après le début des persécutions en Moravie voisine en 1622, ce sont douze mille huttérites qui se réfugient en Haute-Hongrie et y trouvent un foyer sûr pendant près de cent cinquante ans. Certains au fil du temps s'installent plus loin en Transylvanie (qui appartient aussi à la couronne hongroise). Ce sont donc deux mille huttérites qui habitent à Unterwintz; plus tard d'autres s'installent à Gilau près de Klausenburg, à Neumarkt, Eibesdorf, Stein, Kreutz ou Großwardein. Le foyer le plus important des huttérites de Transylvanie demeure Unterwintz. C'est ici qu'ils trouvent de la terre argileuse de type kaolinique pour la fabrication de leur céramique.
Cependant d'autres événements vont ralentir le développement des huttérites. Les fermes communautaires des huttérites sont en particulier régulièrement saccagées et pillées, comme tous les autres domaines agricoles, par les troupes impliquées dans la Guerre de Trente Ans. Après la guerre, le retour des populations à la foi catholique favorisé par la couronne entraîne des arrestations et des confiscations pour les anabaptistes, en particulier pour les huttérites qui cessent désormais de faire tout prosélytisme. En 1654, des huttérites de Sabatisch fondent une nouvelle communauté dans le Palatinat près de Mannheim, mais elle doit se dissoudre en 1684, malgré les privilèges princiers qu'elle avait reçus. Les chroniques des huttérites décrivent cette époque, comme une période de relâchement de leurs traditions et d'attiédissement de leur foi. De plus, un grand nombre de huttérites se convertissent au catholicisme.
Seules certaines communautés de Transylvanie demeurent en place, à cette époque de Contre-Réforme. Elles voient arriver en 1755 un groupe chassé d'Autriche qui s'installe dans la colonie de Großpold, près d'Unterwinz. Quelques Landlers de Transylvanie (venus de Carinthie) qui ne connaissaient pas jusqu'alors l'anabaptisme sont impressionnés par leurs principes et demandent à les rejoindre. Cela donne une nouvelle impulsion aux huttérites de Transylvanie qui rétablissent la communauté des biens en 1762. Les noms de famille des huttérites d'aujourd'hui que sont Kleinsasser, Hofer, Waldner, Wurz et Glanzer, descendent directement de ces Landlers venus de Carinthie.

## Valachie (1767–1770)
Sous la poussée du retour au catholicisme, des huttérites de Transylvanie décident de passer les Carpates et de trouver asile en Valachie qui est sous l'administration de l'Empire ottoman. Ils fondent une première ferme communautaire à Tschoregirle (Ciorogârla), près de Bucarest. Mais la mauvaise qualité de l'eau provoque une épidémie de typhus et les huttérites quittent leur ferme au printemps 1769 pour Presetchain qui se trouve non loin et où ils peuvent prendre en fermage une exploitation d'arboriculture fruitière. Ils construisent de nouvelles maisons et granges et de nouveaux ateliers. Mais la guerre russo-turque qui a commencé en 1768 met un terme à l'expérience valaque. En novembre 1769, une série d'attaques contre eux les obligent à quitter les lieux.

## Russie (1770–1874)
Finalement les huttérites acceptent l'invitation du comte Roumiantsev de venir s'installer sur ses terres en Petite Russie afin d'exploiter ses immenses territoires incultes. Les groupes qui s'étaient dispersés en Valachie ne représentaient que soixante-sept personnes et certains survivants y sont retournés plus tard. Des huttérites ont répondu à l'appel de l'impératrice Catherine II de Russie de venir coloniser les nouveaux territoires incultes et inhabités du Sud de l'Empire russe, en leur garantissant la liberté de culte ainsi qu'à leurs descendants. C'est ainsi qu'ils s'installent en août 1770 à une centaine de kilomètres au nord-est de Kiev à Wischenka au bord de la rivière Desna, dans une colonie communautaire. Ils arrivent peu à peu, dont certains directement de captivité. Des délégués sont envoyés et certaines familles mennonites se joignent également à eux, comme les familles Entz, Decker et Knels. Après leur transfert à Radichtchev, des querelles internes les divisent. La communauté s'appauvrit au fil du temps et doit faire face à la surpopulation. Elle compte en effet environ quatre cents membres. La rupture a lieu en 1818, ce qui provoque un nouvel abandon de la communauté de biens. Afin de résoudre leur problème, les huttérites font appel à l'aide des mennonites, qui à cette époque exercent une certaine influence sur l'organisation communautaire des huttérites. Cela mène à la division entre propriétaires et communautaires. Ensuite la conscription universelle soude la communauté entre elle jusqu'en 1874. Il est fait alors le choix d'émigrer pour échapper à la conscription et les huttérites se décident pour une autre terre d'immigration, l'Amérique du Nord, qui avait accueilli nombre de mennonites. Le départ s'effectue en trois vagues entre 1874 et 1879. Les Schmiedeleut font partie de la première vague, les Dariusleut de la deuxième et enfin les Lehrerleut de la troisième.

## Amérique du Nord (depuis 1874)

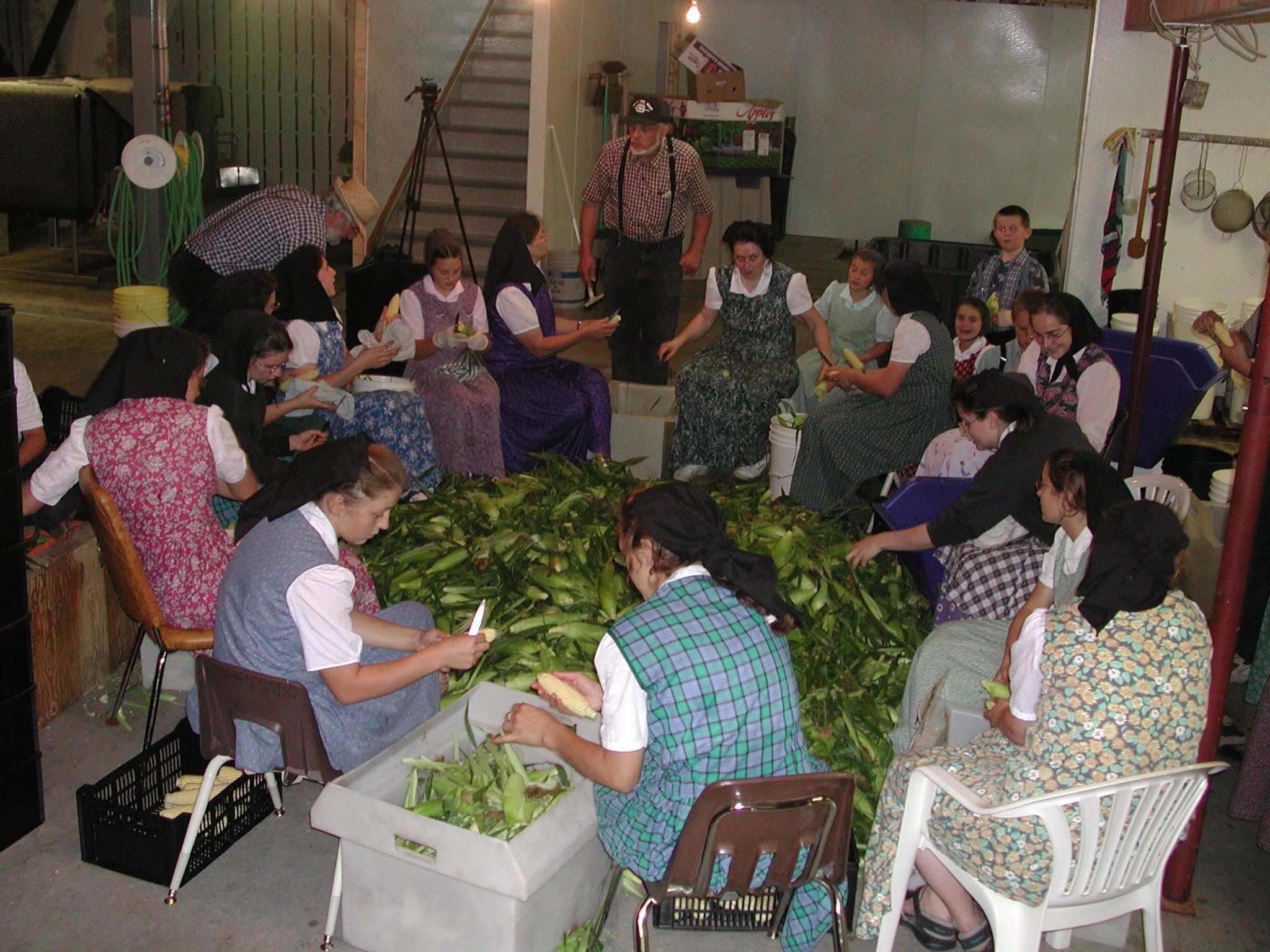
Huttérites Schmiedeleut au travail en 2004.

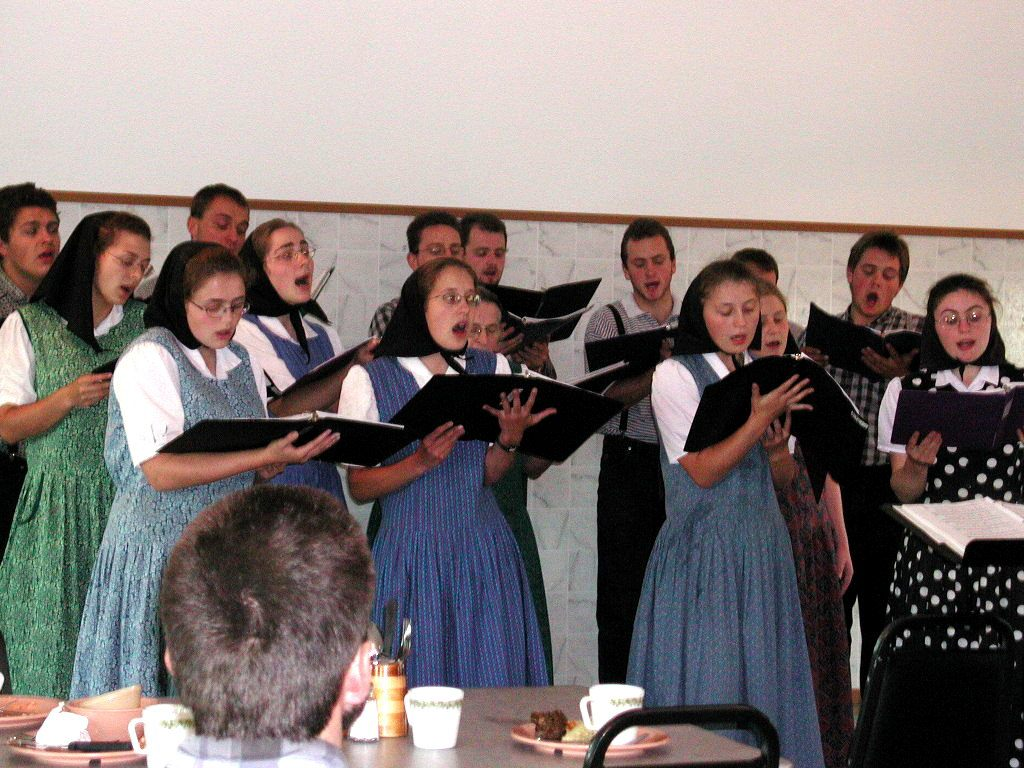
Chœur huttérite féminin.

### Vie des communautés
Les huttérites sont venus s'installer dans le Dakota du Sud via Hambourg et New York.
Au cours de la Première Guerre mondiale, des violences ont été commises à l'encontre de huttérites parlant allemand. Ils ont été considérés comme Allemands d'autant qu'ils refusaient d'effectuer le service militaire. Deux jeunes sont morts parce que, refusant de revêtir l'uniforme, ils avaient été laissés nus en plein air en hiver. Les huttérites ont alors décidé d'émigrer au Canada. Le processus d'émigration (vente des terres, acquisition de nouvelles terres au Canada) a duré fort longtemps, car à la fin de la guerre, leur patrimoine commun n'était toujours pas vendu.
Les huttérites ont assez bien traversé la crise économique au Canada dans les années 1930. Par la suite, leur population a connu la croissance jusqu'à aujourd'hui. De la crise en Russie, les huttérites avaient tiré une leçon : des communautés trop importantes nuisaient à la cohésion de l'ensemble. Dès lors, lorsque la colonie atteignait environ 120 habitants, une autre était fondée et la moitié la rejoignait. Au cours de la Seconde Guerre mondiale, les huttérites ont été l'objet d'une hostilité croissante ainsi que d'une législation discriminatoire. C'est la raison pour laquelle de nouvelles colonies ont été également fondées aux États-Unis. Les trois groupes de huttérites se caractérisent par un degré différent d'ouverture vis-à-vis de leur environnement. Tous cependant vivent jusqu'à aujourd'hui relativement isolés du monde extérieur.

### Implantations

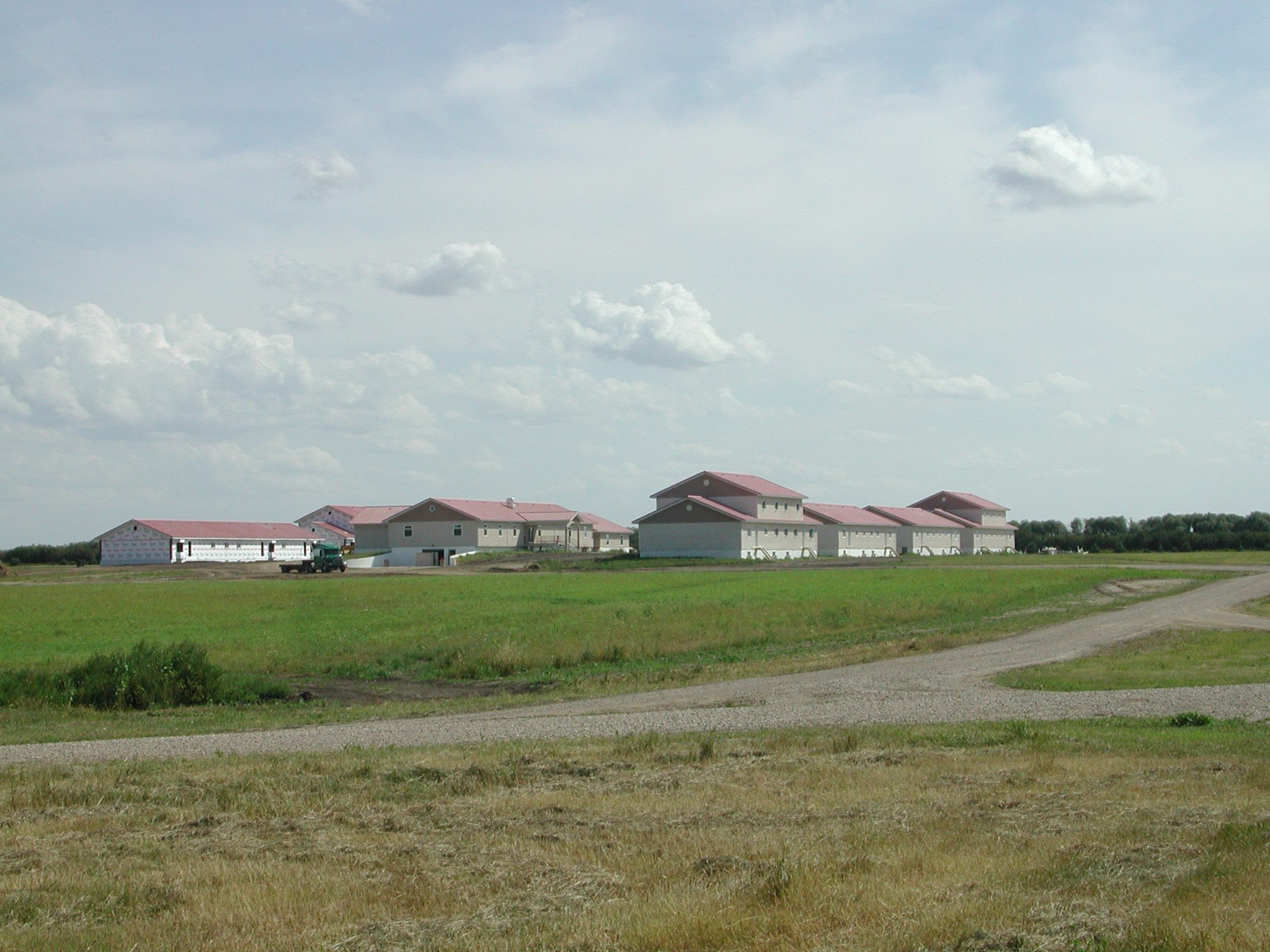
Colonie huttérite au Manitoba.

Il existe environ 465 colonies huttérites composées chacune de 60 à 150 personnes. Les trois-quarts sont situées au Canada (Colombie-Britannique, Alberta, Manitoba, Saskatchewan), un quart aux États-Unis (État de Washington, Oregon, Montana, Dakota du Nord, Dakota du Sud et Minnesota).
Les huttérites émigrés aux États-Unis appartenaient à quinze familles : Decker, Entz, Glanzer, Gross, Hofer, Kleinsasser, Knels, Mändel, Stahl, Tschetter, Waldner, Walther, Wipf, Wollmann et Wurz.

### Langue
Les huttérites parlent toujours le huttérien, un dialecte haut-allemand et réservent le haut allemand pour le service religieux.

## Différents groupes
Les huttérites se sont divisés en différents groupes dont les principaux sont les vieux huttérites et les nouveaux huttérites.

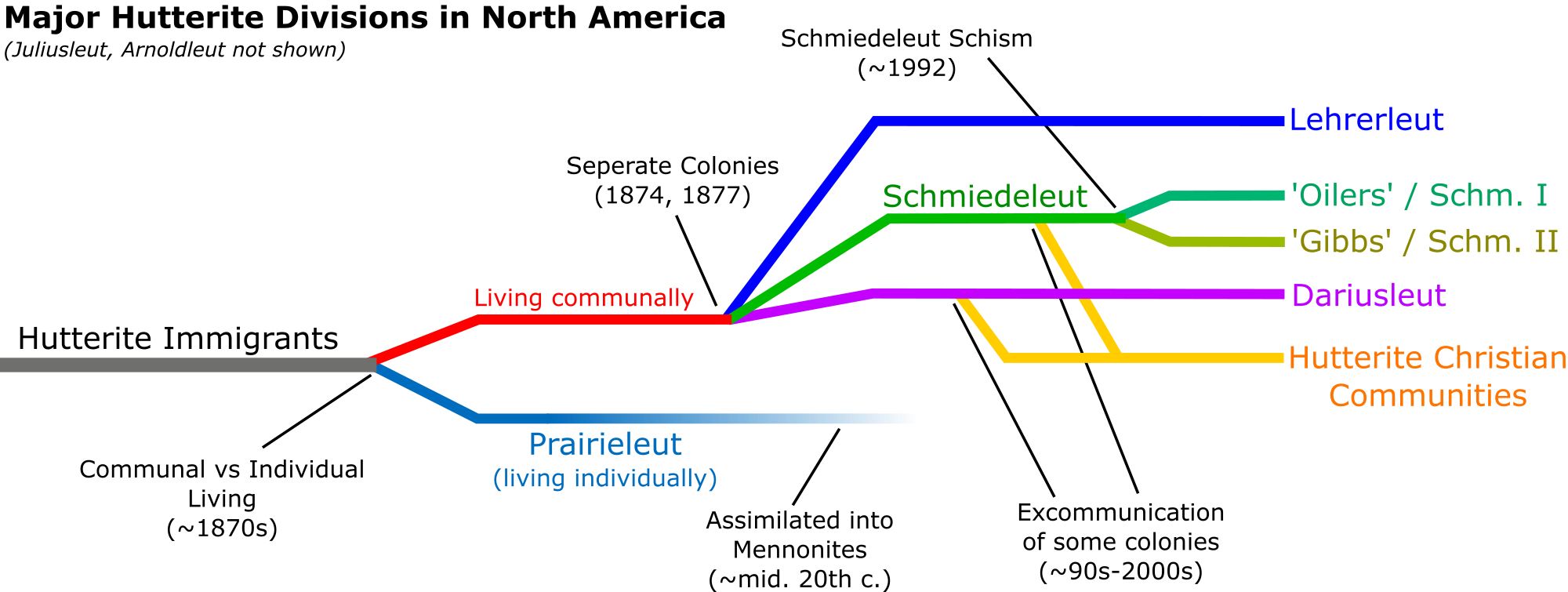
Divisions huttérites.

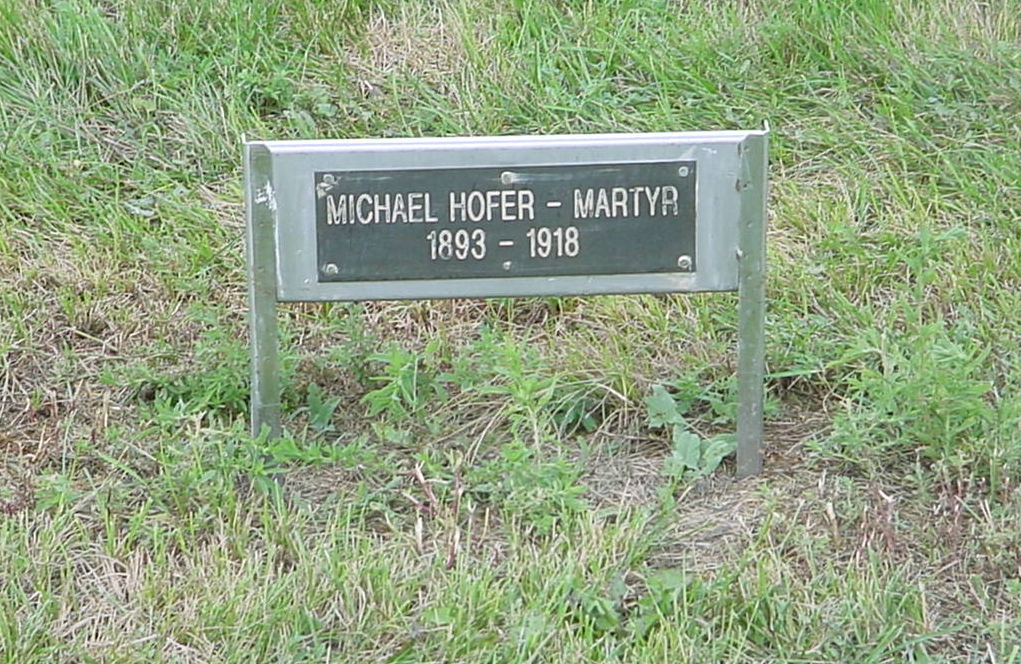
Michael Hofer, pacifiste mort dans une prison des États-Unis en 1918.

### Vieux huttérites
Les vieux huttérites se répartissent entre les:
- Schmiedeleut fondés sous Michael Waldner, et sont issus de la colonie de Bon Homme
- Lehrerleut fondés sous Jakob Wipf, et sont issus de la colonie d'Almspring. Ce sont les plus traditionnels.
- Dariusleut fondés sous Darius Walter, et sont issus de la colonie de Wolf Creek

Leur nom vient du chef de la première colonie dont ils sont issus. Michael Waldner (1834-1889), qui avait la responsabilité de la direction religieuse de sa communauté, exerçait auparavant le métier de forgeron, tandis que Wipf avait été maître d'école. En 1992, une rupture s'effectue au sein des Schmiedeleut, dont les membres les plus fidèles à la règle originelle, les huttérites de comité, se joignent aux Dariusleut et aux Lehrerleut pour fonder leur communauté religieuse. Il existe aussi des colonies indépendantes qui ne se rattachent pas à ces groupes et dont les plus importantes sont celle de Fort Pitt Christian Community en Saskatchewan (110 membres) et d'Elmendorf Christian Community dans le Minnesota, à laquelle trois communautés sont rattachées (en tout 260 membres).
Il y a aussi les Prärieleut (gens de la Prairie), qui représentaient huit cents personnes sur les mille deux cents huttérites arrivés aux États-Unis dans les années 1874-1879. Les Prärieleut se sont servis du Homestead Act pour que chaque famille puisse obtenir gratuitement un lopin de terre à cultiver et fonder une ferme autogérée. En fait, en l'absence de liens communautaires, ces Prärieleut ont fini par perdre rapidement leur identité huttérite et la plupart ont rejoint d'autres groupes protestants. Ils ont dû faire face pendant la Seconde Guerre mondiale à la répression contre les germanophones aux États-Unis et ont pour la plupart abandonné leur langue et se retrouvent désormais au sein d'églises mennonites.
- Johann Georg Rapp (en) (1757–1847), Frederick (Reichert) Rapp (1775–1834),
- Joseph and Michael Hofer (en), objecteurs de conscience morts en captivité à Fort Leavenworth (Kansas) en 1918
- Michael Waldner (1834–1889), Colonie huttérite Bon Homme (Dakaota du Sud) (en) (1874)[15]
- Jakob Wipf, Colonie huttérite d'Almspring

### Nouveaux huttérites
Au sein de la secte huttérite, le mouvement des Bruderhöfer, ou Arnoldleut, tient un rôle particulier. Ils se sont rattachés aux huttérites pendant un temps, mais s'en sont séparés en 1995. En effet ce ne sont pas des huttérites « ethniques », c'est-à-dire qui descendent des premières familles germanophones à l'origine du mouvement huttérite. Ils ont été fondés en Allemagne bien plus tard dans les années 1920 par Eberhard Arnold (1883-1935) et son épouse Emmy à Sannerz en Hesse : Bruderhof (1920). Une communauté s'y est à nouveau installée en 2002.
D'autres groupes de nouveaux huttérites sont représentés par exemple par les Juliusleut (Community Farm of the Brethren) en Ontario (Canada), les Owa-Leut au Japon (Owa-Hutterer en voie d'extinction) ou encore par les Nigerialeut (Palmgrove Community).
- Fort Pitt Farms Christian Community (en) (1969),
- Elmendorf Christian Community (en) (1994),
- Altona Christian Community (en) (2001),
- Detention River Christian Community (en) (2005, Tasmanie, Australie),
- Grand River Christian Community (2014, Missouri).

## Postérité
- Le nom de l'Église huttériste est parodié par Robert Sheckley dans sa nouvelle La Fin d'un peuple quand il évoque les membres de la Maison de Hutter